# Association Internationale des Charités
Die Association Internationale des Charités (AIC) (französisch; englisch International Association of Charities; italienisch Associazione Internationale delle Carità und spanisch Asociación Internacional de Caridades) ist ein internationaler Zusammenschluss karitativer Vereine innerhalb der römisch-katholischen Kirche. Er erfasst weltweit mehr als 150.000 Mitglieder, in erster Linie Frauen, die sich als Ehrenamtliche in der Bekämpfung von Armut und Ungerechtigkeit und in der Hilfe für Notleidende engagieren.
Der Verband gehört zur geistlichen Familie des heiligen Vinzenz von Paul und ist in 53 Ländern in Afrika, Asien, Europa, Lateinamerika und in den Vereinigten Staaten aktiv. In Deutschland gehören ihm die Caritas-Konferenzen Deutschlands e. V. (CKD) an. Im Deutschen ist die Association Internationale des Charités auch unter der Bezeichnung „Internationale Vereinigung der christlichen Nächstenliebe“ bekannt und wird als „internationaler Verband karitativ tätiger Frauen“ beschrieben.

## „Caritas“

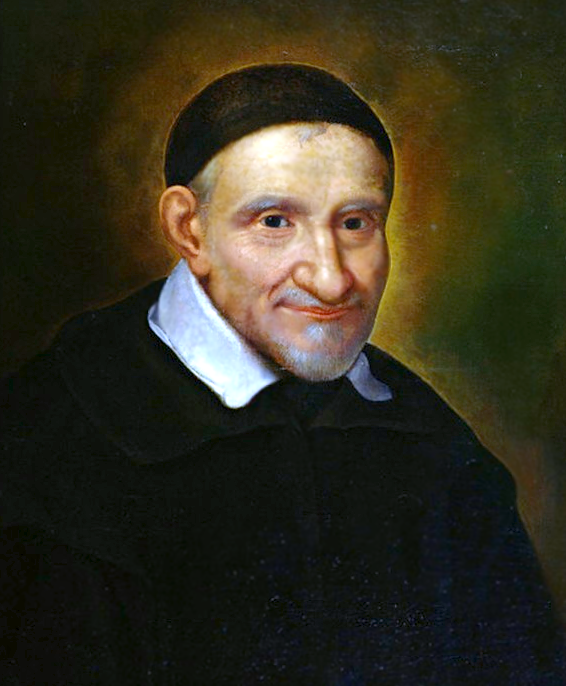
Vinzenz von Paul

Die in der AIC organisierten Vereine und Gruppen beziehen ihren Namen „Caritas“ auf den 1. Brief des Johannes, dort heißt es: „Deus caritas est“ (‚Gott ist die Liebe‘; 4,8 ). Der heilige Vinzenz von Paul (1581–1660) verstand die Aufgabe der erste Gruppe der Dames de la Charitè (französisch für ‚Frauen der Barmherzigkeit‘), die er im Jahr 1617 gegründet hatte, im Sinne tätiger Nächstenliebe. Die Frauengruppen sollten in organisierter Form materielle und spirituelle Hilfe für bedürftige Familien in ihren Pfarreien leisten. Die Gruppen nannten sich Charités, schufen sich eigene Regeln, führten Aktionen durch und unterstützten Arme und Kranke. Auf Deutsch werden die Charités Caritas-Konferenzen genannt; die entsprechenden Männervereine heißen Vinzenz-Konferenzen. Auf diese Weise entstanden in der römisch-katholischen Kirche karitative Frauen- und Männervereine, deren Ziele vom Gedanken der Barmherzigkeit geprägt waren.

## Geschichte
Die einzelnen Vereine und Gruppen karitativ tätiger Frauen (Charités) wirkten ursprünglich unabhängig voneinander in ihren jeweiligen Ländern, fühlten sich aber durch ihre gemeinsam Orientierung an den Idealen des heiligen Vinzenz von Paul eng miteinander verbunden. Dies ließ den Gedanken aufkommen, eine internationale Vereinigung zu gründen. Im Jahr 1971 wurde der internationale Verband der „Charités“ gegründet. Er ist als eine Nichtregierungsorganisation bei mehreren internationalen Organisationen als beratendes Mitglied vertreten. Die Association Internationale des Charités wurde als Dachorganisation in die internationale Vinzentinische Familie (FAMVIN) aufgenommen. Der erste Weltkongress der AIC fand 1973 unter dem Leitwort „Förderung sozialer Gerechtigkeit, Unterstützung der Entwicklung von Frauen“ in Rom statt.

## Selbstverständnis
Die Vereinigung besteht hauptsächlich aus Frauen, die sich in Gruppen organisieren. Sie wollen gegen die verschiedenen Formen der Armut und der Ungerechtigkeiten kämpfen. Den Frauen wird somit eine aktive und anerkannte soziale Rolle im Geist der Solidarität zugewiesen. Die gewährende Hilfe beschränkt sich nicht nur auf die materielle und finanzielle Unterstützung, sie bieten ebenfalls eine geistliche Begleitung an. Die Helferinnen sind bestrebt, den Ärmsten eine Würde zu geben, die sie im Vertrauen auf sich und der Rückkehr in die Gesellschaft unterstützen soll. Im Mittelpunkt aller caritativen Projekte und Einzelmaßnahmen steht der „Vinzentinische Lebensstil“.

## Organisation und Verbreitung
Die Delegiertenversammlung ist das höchste rechtliche Organ der AIC und tagt alle zwei Jahre. Sie wählt den Rat, der jährlich zusammentritt, und den geschäftsführenden Vorstand; er tagt nach Bedarf. Der Rat benennt Generalsekretärin und Kassiererin. Geografisch ist die Vereinigung in die Regionen Afrika (7 Länder), Lateinamerika (22 Länder), Asien (6 Länder), Europa (15 Länder) und USA gegliedert. Im Jahr 2003 zählte die Vereinigung 44 Vollmitglieder, 3 assoziierte Mitglieder, 4 Mitglieder in der Gründung und 2 Mitglieder im Planungsprojekt. Darüber hinaus bestehen untereinander 34 bilaterale Partnerschaften zwischen Einzelverbänden oder Regionen. Es gibt 150.000 Ehrenamtliche.
Die AIC ist kirchenrechtlich als internationale private Vereinigung von Gläubigen organisiert. Sie wurde vom Päpstlichen Rat für die Laien als eine internationale Laienvereinigung anerkannt und in die Liste der internationalen Vereinigungen von Gläubigen aufgenommen.
Deutsches AIC-Mitglied sind die Caritas-Konferenzen Deutschlands e. V., die ihrerseits als Fachverband für Ehrenamtliche Arbeit zum Deutschen Caritasverband gehören.
Die Association Internationale des Charités ist nicht mit dem Dachverband der bischöflichen Caritasverbände zu verwechseln, dies ist in Deutschland vielmehr der Deutsche Caritasverband und als internationaler Zusammenschluss der nationalen Caritasverbände die in Rom ansässige Dachorganisation Caritas Internationalis. Die Association Internationale des Charités hat ihren Sitz in Louvain-la-Neuve in Belgien.

### Der geschäftsführende Vorstand
Er wird von der Delegiertenversammlung gewählt und konstituiert sich derzeit aus der internationalen Präsidentin und der, ihr direkt auf Zusammenarbeit angewiesenen Präsidentin für Lateinamerika. Als Nächstes folgen die Vizepräsidentin und Koordinatorin für internationale Zusammenarbeit, die Vizepräsidentin und Koordinatorin für die USA, die Kassiererin und Finanzverwalterin, die Generalsekretärin. Zum weiteren Vorstand zählen sechs Beisitzer, ein kirchlicher Assistent und zwei geistliche Berater.